# El Diablo (Comicfigur)
El Diablo (span. für „der Teufel“) ist der Name mehrerer Comicfiguren, die seit 1970 auftreten, und dreier darauf bezogener Serien, die der US-amerikanische Verlag DC Comics von 1989 bis 2009 herausgab.

## Lazarus Lane
Die Comics um Lazarus Lane sind im Western-Genre angesiedelt. Die erste Geschichte der Reihe erschien in Ausgabe #2 der US-Serie All-Star Western vom Oktober 1970. Die Macher der Geschichte – und damit Schöpfer von El Diablo – waren der Autor Robert Kanigher und der Zeichner Gray Morrow. Neben weiteren Geschichten in All-Star Western wurden Geschichten um die Figur in einer gleichnamigen, vierteiligen Miniserie von DCs Vertigo-Imprint veröffentlicht (Vol. 2; März bis Juni 2001).
Diese Version des Charakters ist – insbesondere optisch, mit Schnurrbart und schwarzer Maske – eng an die Figur des Zorro angelehnt. Der Name Lazarus ist dabei ein sprechender Name, der in Anlehnung an den biblischen „Aufersteher“ Lazarus die Wiederauferstehung des vom Blitz getroffenen Lane von den Toten ausdrückt.

### Inhalt
Die Hauptfigur der Geschichten ist Lazarus Lane, der zur Wildwest-Zeit im 19. Jahrhundert als Kassierer in einer Bank im Frontier-Gebiet des amerikanischen Mittleren Westens arbeitet. Nachdem Lane bei einem Überfall niedergeschossen und kurz darauf von einem Blitz getroffen wurde, wird er von einem indianischen Schamanen wiederbelebt und geht – seither auf mit akrobatischen, kämpferischen und Schießfertigkeiten ausgestattet – fortan maskiert unter dem Decknamen El Diablo auf Verbrecherjagd.

### Adaption
Der Zeichentrickfilm The Once and Future Thing, Part One: Weird Western Tales, der 2005 als zwölfte Episode der ersten Staffel der Zeichentrickserie Die Liga der Gerechten erschien, präsentiert die Westernversion von El Diablo in einer Geschichte, die ein gemeinsames Abenteuer der DC-Western-Figuren Jonah Hex, Bat Lash und Pow Wow Smith beschreibt. Im US-Original fungierte dabei der Schauspieler Nestor Carbonell als El Diablos Synchronstimme.

## Rafael Sandoval
Eine weitere, die Handlung ins 20. Jahrhundert verlegende, Version der Figur stand im Fokus der sechzehnteiligen US-Serie El Diablo (Vol. 1), die von August 1989 bis Januar 1991 erschien. Autor dieser Serie war Gerard Jones, als Zeichner agierte Mike Parobeck.

### Inhalt
In den Comics wählt Rafael Sandoval den Namen El Diablo – nach einem von ihm verehrten Boxer dieses Namens – als er einen Feldzug gegen die aus dem Ruder geratenden Verbrechen in seiner Heimatstadt Dos Rios beginnt. Er versucht einen Serienbrandstifter aufzuspüren, einem Killer das Handwerk zu legen und dem Drogenschmuggel in seiner Heimat beizukommen.

## Chato Santana
Der aktuelle El Diablo ist Chato Santana und hatte seinen ersten Auftritt in der sechsteiligen US-Reihe El Diablo (Vol. 3; November 2008 bis April 2009). Er wurde erschaffen vom Schreiber Jai Nitz, gezeichnet von Phil Hester, und geinkt von Ande Parks.

### Inhalt
Chato Santana hat die Fähigkeit, Feuer zu kontrollieren. Im Auftrag einer Straßengang zündete er ein Haus an und erfuhr danach, dass er für den Tod seiner unschuldigen Frau und Kinder verantwortlich war. Er stellte sich daraufhin der Polizei und wurde (in den The New 52-Geschichten) für die Suicide Squad zwangsrekrutiert.

### Adaption
Im DC-Extended-Universe-Film Suicide Squad (2016) ist er ebenfalls ein Mitglied der gleichnamigen Gruppe, brennt hier jedoch aus Wut sein eigenes Haus in dem sich noch seine Frau und Kinder befinden nieder. Gespielt wird er von Jay Hernández.